# Hürriyet Gücer
Hürriyet Gücer (* 25. Oktober 1981 in Ankara) ist ein türkischer Fußballspieler.

## Karriere

### Verein
Gücer spielte zehn Jahre für Ankaraspor und sein größter Erfolg mit dem Klub war der Aufstieg in die Süper Lig zur Saison 2004/05. Aufgrund des Zwangsabstiegs von Ankaraspor spielte er in der Saison 2009/10 auf Leihbasis bei MKE Ankaragücü und wurde am Ende der Saison von Ankaragücü verpflichtete. Die Rückrunde der Saison 2010/11 verbrachte er bei Gaziantepspor. Im Januar 2012 verließ Hürriyet Ankaragücü aufgrund von finanziellen Problem im Verein. Ankaragücü konnte ihm sein Gehalt nicht zahlen und somit löste er seinen Vertrag auf und wechselte zu Eskişehirspor.
Nachdem er die Hinrunde der Saison 2015/16 vereinslos verbrachte, heuerte er zur Rückrunde bei seinem ehemaligen Verein Gaziantepspor an. Im Sommer 2016 unterschrieb er mit seinem alten Verein Eskişehirspor einen Einjahresvertrag.

### Nationalmannschaft
Gücer spielte für die türkische U-17, U-18, U-19, U-20 und A2-Auswahl.